# Suidas
Suidas (mittelgriechisch Σουΐδας Souḯdas) ist ein sagenhafter griechischer Lexikograph, der als Byzantiner beschrieben wird und in der zweiten Hälfte des 10. Jahrhunderts gelebt haben soll.
Er galt lange Zeit als Verfasser der Suda, der ersten bekannten alphabetisch geordneten Wörter- und Begriffssammlung. Aufgrund ihres Umfangs gilt die Suda als herausragendes lexikalisches Werk byzantinischer Zeit.
Seit den 1930er-Jahren ist allgemein anerkannt, dass Suidas eine Phantasiegestalt ist. Die Namensgebung beruht wohl auf einer späteren Verwechslung mit dem Titel des Lexikons.